# 類劍齒虎
類劍齒虎（Machaeroides）是有劍齒的肉齒目，生存於始新世（56 - 34 百萬年前）。牠們的化石於美國懷俄明州發現。牠們是已知最早的劍齒哺乳動物。

## 描述
類劍齒虎的兩個物種都像細小如狗的劍齒虎。牠們與真正的劍齒虎分別在於有較長的頭顱骨及是蹠行的。類劍齒虎與其近親的Apataelurus分別是牠們的劍齒較細小。不過即使體型不大，類劍齒虎具備了劍齒以及強壯的前肢，有能力獵捕體型較自己大的獵物，包括生存於該時期的馬或是犀牛。
其下的M. eothen重約 10至14（22至31磅），大小如斯塔福郡鬥牛梗。而M. simpsoni則更細小。

## 分類
雖然類劍齒虎明顯是屬於肉齒目，但其位置則不明。學者對於將類劍齒虎屬與Apataelurus分類在牛鬣獸科或鬣齒獸科出現分歧，不過最近的研究顯示應為前者。